# Baldinger Straße 35 (Nördlingen)

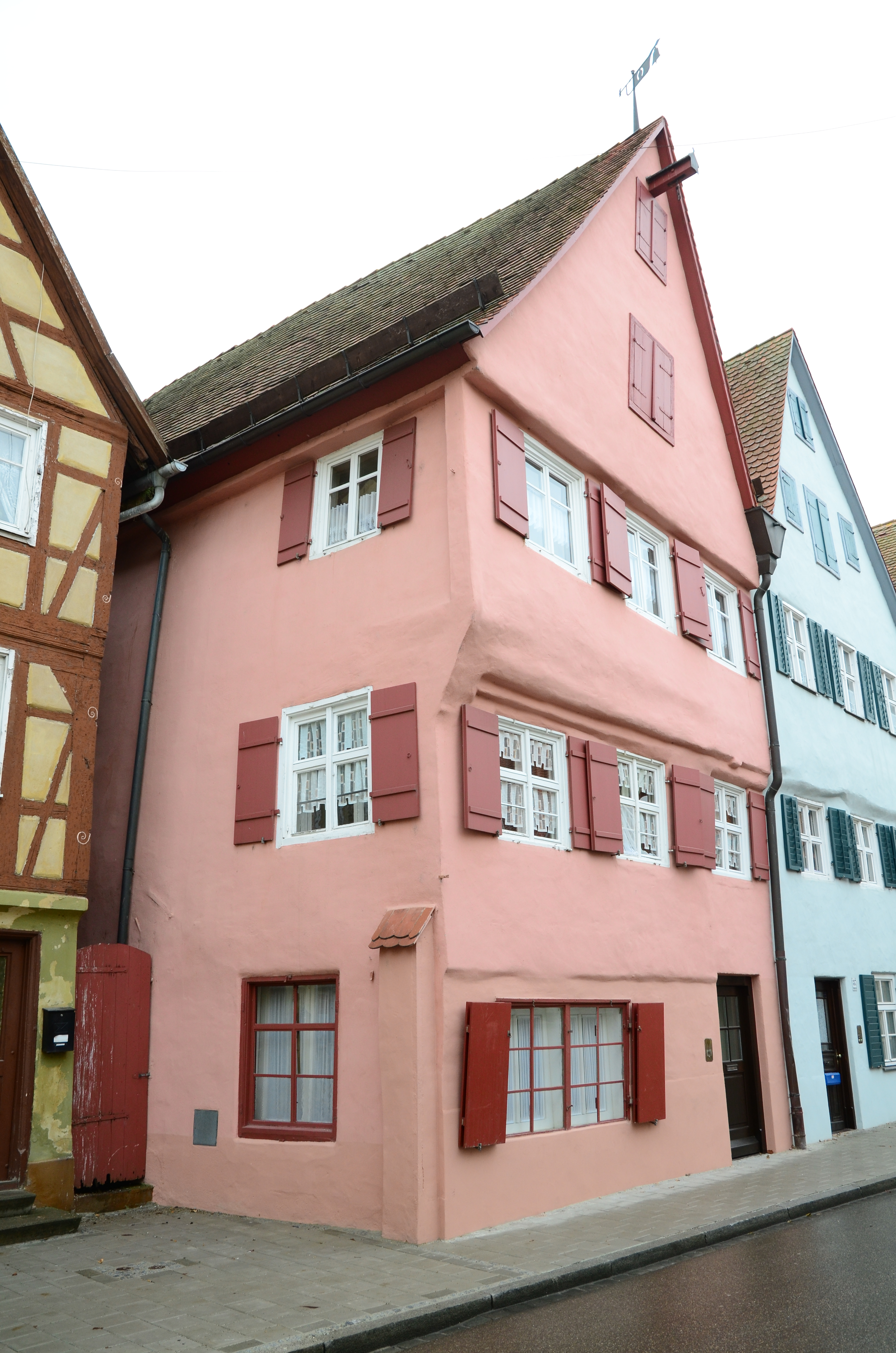
Fachwerkhaus Baldinger Straße 35 in Nördlingen

Das Gebäude Baldinger Straße 35 in Nördlingen, einer Stadt im schwäbischen Landkreis Donau-Ries in Bayern, wurde im Kern um 1381 errichtet. Das Fachwerkhaus ist ein geschütztes Baudenkmal.
Das heutige Wohnhaus, in dem eine Schmiede betrieben wurde, ist ein dreigeschossiger verputzter Satteldachbau mit zweifach vorkragender Giebelseite. Im Giebel sind der Kranausleger und zwei Ladeluken zu sehen.
Der rückseitige Altananbau wurde um 1695 errichtet.